# Neochromis simotes
Neochromis simotes là một loài cá thuộc họ Cichlidae họ. Nó là loài đặc hữu của Uganda. Các môi trường sống tự nhiên của chúng là sông và hồ nước ngọt.